# Tlaková potenciální energie
Tlaková potenciální energie je potenciální energie kapaliny nebo plynu, vznikající z tlaku, kterým kapalina nebo plyn tlačí na stěny nádoby. 
Může-li se stěna nádoby pohybovat (např. píst), pak kapalina nebo plyn posouváním pístu koná práci. Tlaková potenciální energie se mění na kinetickou energii pístu a pohybující se kapaliny nebo plynu. Vzájemnou přeměnu kinetické a tlakové potenciální energie ideální kapaliny proudící v uzavřené nádobě popisuje Bernoulliho rovnice.

## Značení
- Značka: Ept
- Jednotka SI: joule, značka: J
- Další jednotky: viz Energie

## Výpočet
Hodnota tlakové potenciální energie je určena vztahem
{\displaystyle E_{pt}=pV} ,
kde p je tlak (rozdíl vyššího počátečního a nižšího koncového tlaku), V je objem kapaliny nebo plynu při počátečním tlaku.

### Odvození

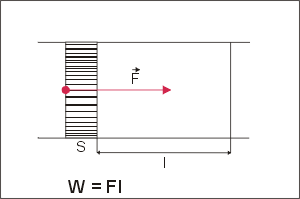
K odvození tlakové potenciální energie.

Potenciální energii tlakovou odvodíme z mechanické práce. Předpokládejme, že se ve vodorovné trubici posune vlivem  síly {\displaystyle F} píst o obsahu S o délku l. 
Tlaková síla velikosti {\displaystyle F=pS} koná mechanickou práci {\displaystyle W=Fl}, po dosazení za F dostáváme pro práci vztah 
{\displaystyle W=pSl=pV} .
Tato rovnice říká, že tlaková potenciální energie proudící kapaliny je {\displaystyle E_{pt}=pV}, neboli že je přímo úměrná tlaku a objemu proudící kapaliny.